# Droga A181 (Rosja)
Droga federalna A181 «Skandynawia» (ros. Федера́льная автомоби́льная доро́га А-181 «Скандинавия») – droga znaczenia federalnego na terenie Rosji. Trasa rozpoczyna swój bieg w Sankt Petersburgu, dalej przez Wyborg aż do zakończenia na granicy rosyjsko-fińskiej. Kontynuacją trasy w Finlandii jest droga nr 7. W 2010 roku na mocy reformy sieci drogowej nadano obecne oznaczenie, zaś poprzednie – M10 – wykorzystywane było równolegle do końca 2017 roku. Od 1 stycznia 2018 trasa M10 biegnie wyłącznie na odcinku z Moskwy przez Nowogród Wielki do Petersburga.

## Trasy międzynarodowe
Na całej długości pokrywa się z biegiem trasy europejskiej E18 oraz azjatyckiej AH8.

## Opłaty
Prawdopodobnie w 2016 roku rozpocznie się pobór opłat za przejazd drogą A181.